# 쇤 서볼치
쇤 게르괴 서볼치(헝가리어: Szabolcs Gergő Schön, 2000년 9월 27일 ~ )는 헝가리의 축구 선수로, 현재 EFL 리그 원 클럽
볼턴 원더러스와 헝가리 국가대표팀에서 레프트 윙어 또는 레프트 윙백으로 활약하고 있다.

## 구단 경력
2021년 4월, 쇤은 FC 댈러스와 계약했다. 이후 그는 2022년 8월 26일, 헝가리로 돌아와 페헤르바르와 계약했다.

### 볼턴 원더러스
2024년 8월 2일, 그는 EFL 리그 원 클럽 볼턴 원더러스와 미공개 이적료로 3년 계약을 체결했다.
2024년 10월 5일, 쇤은 터프시트 커뮤니티 스타디움에서 열린 슈루즈베리 타운과의 경기에서 2-2 무승부를 기록하며 볼턴 소속으로 첫 골을 넣었다.

## 국가대표팀 경력
2021년 6월 1일, 쇤은 일정이 변경된 UEFA 유로 2020 토너먼트에서 헝가리를 대표하는 최종 26인 명단에 포함되었다. 그는 UEFA 유로 2020에서 헝가리 국가대표팀의 조별 예선 3경기 중 2경기에 출전했는데, 헝가리는 프랑스, 독일, 포르투갈과 함께 죽음의 조에서 벗어날 수 없는 상황을 맞이했다.
그는 2021년 6월 8일, 아일랜드와의 친선 경기에서 헝가리 국가대표팀 데뷔 전을 치렀다. 그는 0-0으로 비긴 88분에 설러이 아담과 교체 투입되었다.